# Neosycophila longiramulis
Neosycophila longiramulis is een vliesvleugelig insect uit de familie Eurytomidae. De wetenschappelijke naam is voor het eerst geldig gepubliceerd in 1885 door Mayr.